# Ochnoideae
Ochnoideae, potporodica ohnovki. Sastoji se od četiri tribusa. Opisao ju je Burnett, 1835

## Tribusi
1. Luxemburgieae Hook.f. in Benth. & Hook.f.
2. Ochneae Bartl.
3. Sauvagesieae Ging. ex DC.
4. Testuleeae Schneider